# Первісний (персонаж)
Первісний (англ. Primal, справжнє ім'я — Теон Мацик) — вигаданий супергерой з коміксів американського видавництва Marvel Comics. Був створений Меттом Фрактіон і Кіроном Гіллен і вперше з'явився в коміксі Uncanny X-Men #529 в 2010 році.